# Крашевські
Крашевські (у старовину також укр. Крашовскіе, пол. Kraszewscy, пол. Kraszowscy) — польський дворянський рід герба Ястшембець, гілка роду Болеста, згадувана в грамоті князя Земовіта Мазовецького 1408 року. З цього роду походив відомий письменник Крашевський. Одна гілка Крашевського отримала в 1827 графський титул від папи Лева XII. Рід Крашевський був внесений в VI і I частини родовідних книг Волинської, Київської та Мінської губерній Російської імперії.

## Представники
- Юзеф Ігнацій Крашевський
- Каєтан Крашевський
- Люціан Крашевський